# Saint-Damase-de-L'Islet
Saint-Damase-de-L'Islet è un comune del Canada, situato nella provincia del Québec, nella regione di Chaudière-Appalaches.